# Pangio superba
Pangio superba es una especie de pez de la familia Cobitidae en el orden de los Cypriniformes.

## Morfología
• Los machos pueden llegar alcanzar los 5,1 cm de longitud total.

## Hábitat
Vive en zonas de clima tropical.

## Distribución geográfica
Se encuentran en Indonesia.